# ماکس ادوارد لیبورگ
ماکس ادوارد لیبورگ (آلمانی: Max Eduard Liehburg؛ ‏ ۱۸ ژانویه ۱۸۹۹ - ۱۱ ژوئن ۱۹۶۲) نویسنده و شاعر اهل سوئیس بود.
ماکس ادوارد لیبورگ در وین، ژنو و بازل تحصیل کرد، اما  هیچگاه مدرک دانشگاهی دریافت نکرد. او کارش را در سنین جوانی  به عنوان نویسنده درام ها و شعرهای نمایشی آغاز کرد که توسط اورل فوسلی منتشر می شد و امروزه در بایگانی دولتی سوئیس موجود است.

## گزیدهٔ آثار
- دیدگاه جهان جدید (مجموعه اشعار، ۱۹۳۲)
- شطرنج برای اروپا
- عیسی مسیح
- پرومتئوس
- انجیل به روایت متی